# Philippe Bergerôo
Philippe Bergerôo, né le 13 janvier 1954 à Ciboure (Pyrénées-Atlantiques), est un ancien gardien de but international français de football, devenu entraîneur au terme de sa carrière de joueur professionnel en 1988. Il succède à Bruno Bini en tant que sélectionneur de l'équipe de France de football féminin en juillet 2013. Le 9 septembre 2016, il n'est plus sélectionneur de l'équipe de France de football féminin, il est remplacé par Olivier Echouafni.

## Biographie
Après des débuts prometteurs aux Girondins de Bordeaux, Bergerôo connaît un passage à vide avant de retrouver le premier plan au Lille OSC. Il connaît sa première sélection en équipe de France en mai 1980 face à l'URSS en match amical à Moscou (0-1). Par la suite, la carrière de Bergerôo pâtit du manque de résultats de son club, et il n'est pas sélectionné pour la Coupe du monde 1982 qui verra les Bleus échouer face à la RFA après une demi-finale de légende. À la faveur de son transfert à Toulouse, alors dans le haut du tableau, Bergerôo retrouve l'équipe nationale et participe (du banc, comme troisième gardien) aux grandes aventures de l'Euro 1984 (premier grand titre pour la France) et de la Coupe du monde 1986 (troisième). Il effectue encore deux saisons à Toulouse avant de prendre sa retraite de joueur en 1988.
Bergerôo enchaîne immédiatement sur une carrière d'entraîneur dans les structures fédérales. En 1992 il est nommé conseiller technique régional de la Ligue d'Aquitaine. Il entraîne les gardiens de l'équipe de France jusqu'à 1998 et la victoire historique en Coupe du monde. Il tente ensuite l'aventure en club et prend en main le Paris Saint-Germain en remplacement d'Artur Jorge lors de la saison 1998-1999 où il évite au club d'avoir à lutter pour le maintien. La saison suivante est positive avec une belle seconde place malgré une défaite en Coupe de la Ligue de football face au FC Gueugnon, équipe de D2. Pour la saison 2000-2001, le PSG veut tenter un gros coup en recrutant des jeunes talentueux tels que Nicolas Anelka, Stéphane Dalmat, Peter Luccin et Bernard Mendy. Le PSG est premier après 12 journées mais un lourd passage à vide (un seul point en sept matches) et une dégringolade à la dixième place ont raison de Bergerôo qui est limogé à la suite d'une défaite humiliante 5 buts à 1 face à Sedan. Bergerôo tente un nouvel essai deux saisons plus tard au Stade rennais mais essuie un nouvel échec, quittant le club après 10 journées alors qu'il est bon dernier avec une seule victoire. 
Il réintègre ensuite la Fédération et devient sélectionneur l'équipe de France des moins de 18 ans. Lors de la saison 2010-2011 il entraine l'Équipe de France de football des moins de 19 ans.
Le 30 juillet 2013, il est nommé sélectionneur de l'équipe de France féminine, en remplacement de Bruno Bini.
Le 9 septembre 2016, il n'est plus sélectionneur de l'équipe de France féminine il est remplacé par Olivier Echouafni après avoir atteint les quarts de finale à la Coupe du monde 2015 et aux Jeux olympiques en 2016.

## Carrière
- 1969-1971 : Arin Luzien
- 1971-1978 : Girondins de Bordeaux
- 1978-1983 : Lille OSC
- 1983-1988 : Toulouse FC[4]

## Parcours d'entraîneur
- 1988-1990. INSEP
- 1990-1998 : Équipe de France A (gardiens)
- 1998-1999 : Paris Saint-Germain (adjoint, gardiens)
- 1999-2000 : Paris Saint-Germain
- 2002 : Stade rennais
- 2003 : Équipe de France de football des moins de 16 ans
- 2003-2004 : Équipe de France de football des moins de 17 ans
- 2007-2008 : Équipe de France de football des moins de 16 ans
- 2010-2011 : Équipe de France de football des moins de 19 ans
- 2013-2016 : France féminine A

## Palmarès

### Joueur

#### En équipe de France
- 3 sélections entre 1980 et 1984
- Champion d'Europe des Nations en 1984
- Troisième de la Coupe du Monde en 1986

| Matchs internationaux de Philippe Bergerôo | Matchs internationaux de Philippe Bergerôo | Matchs internationaux de Philippe Bergerôo | Matchs internationaux de Philippe Bergerôo | Matchs internationaux de Philippe Bergerôo | Matchs internationaux de Philippe Bergerôo | Matchs internationaux de Philippe Bergerôo                   |
| #                                          | Date                                       | Lieu                                       | Adversaire                                 | Résultat                                   | Compétition                                | Notes                                                        |
| ------------------------------------------ | ------------------------------------------ | ------------------------------------------ | ------------------------------------------ | ------------------------------------------ | ------------------------------------------ | ------------------------------------------------------------ |
| 1                                          | 10 octobre 1979                            | Parc des Princes, Paris, France            | États-Unis                                 | V 3 - 0                                    | Match amical                               | Entre en jeu à la place de Dominique Dropsy à la 46e minute. |
| 2                                          | 23 mai 1980                                | Stade Central Lénine, Moscou, URSS         | Union soviétique                           | D 0 - 1                                    | Match amical                               | Titulaire.                                                   |
| 3                                          | 28 mars 1984                               | Parc Lescure, Bordeaux, France             | Autriche                                   | V 1 - 0                                    | Match amical                               | Entre en jeu à la place de Joël Bats à la 62e minute.        |

### Entraîneur

#### En Club
- Vice-champion de France en 2000 avec le Paris Saint-Germain.
- Finaliste de la Coupe de la Ligue en 2000 avec le Paris Saint-Germain

#### Avec l'équipe de France masculine
- Champion d'Europe des moins de 17 ans en 2004 avec les moins de 17 ans
- Vainqueur de la Coupe du Monde en 1998 en tant qu'entraîneur des gardiens

#### Avec l'équipe de France féminine
- Participation à la Coupe du Monde en 2015 (1/4 de finaliste)
- Participation aux Jeux Olympiques en 2016 (1/4 de finaliste)